# Stephen Michael Stirling

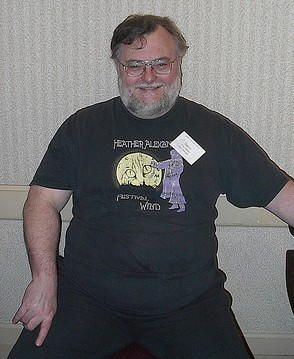
Stephen Michael Stirling op een foto uit 2007

Stephen Michael Stirling (Metz, Frankrijk, 30 september 1953) is een Canadees-Amerikaans sciencefictionschrijver. Hij produceert voornamelijk alternate history sciencefiction. Daarmee worden verhalen die zich in een alternatieve geschiedenis afspelen bedoeld. Ook een terugkerend thema in zijn verhalen zijn vrijgevochten vrouwelijke helden met een militaire achtergrond, allerlei (oosterse) vechttechnieken beheersend en soms met een lesbische seksuele voorkeur, die niet onderdoen voor de mannelijke spelers. Vaak zijn de opgevoerde maatschappijvormen in zijn verhalen straf geleide  pioniergemeenschappen met grote aandacht voor 'doe-het-zelf'-techniek en zelfvoorziening in de eerste levensbehoeften. 
Bekend is Stirlings Draka-serie waarin een alternatief Zuid-Afrika probeert de wereld te veroveren in concurrentie met de nazi's. Een eveneens bekende serie is zijn trilogie Island in the sea of time. Dit handelt over de strijd om te overleven van de bewoners van het eiland Nantucket wanneer dat in 1998 (door een niet nader verklaarde oorzaak genaamd The Event) teruggeworpen wordt naar de Bronstijd. Ze slagen erin moderne technieken en ideeën te introduceren in o.a. Brittannië in de bronstijd, Tartessos, Babylonië en Mycene. Als vervolg op de Island in Time trilogie is Stirling een andere reeks boeken gestart over de (alternatieve) wereld die achterbleef toen Nantucket in het verleden verdween. Als gevolg van deze 'timewarp' zijn verscheidene natuurconstanten licht gewijzigd: alle geavanceerde technologie (elektronica, explosieven etc.) waarvan de moderne wereld afhankelijk is werkt niet meer, de maatschappelijke orde stort ineen en als gevolg daarvan sterft 99% van de wereldbevolking aan ziekten, hongersnood en onderlinge oorlogen. De boeken beschrijven de overlevingsstrijd van de weinige overlevenden en de opbouw van een 'nieuwe orde', eveneens een terugkerend thema in Stirlings boeken:
- trilogie "Dies the Fire" zich afspelend in de vroegere VS dat uiteenvalt in kleine rivaliserende landjes.
- tetralogie "The Sunrise Lands" zich afspelend in Engeland dat opnieuw een dominerende wereldmacht wordt.